# Miles Stewart
Miles Stewart né le 4 mai 1971 à Sydney, est un triathlète professionnel australien champion du monde de triathlon en 1991 et vainqueur de la coupe du monde en 1996.

## Biographie

### Carrière en triathlon
Miles Stewart  pratique tout d'abord le patinage de vitesse avant de prendre part à l’émergence du triathlon dans les années 1990. Il participe au premier championnat du monde de triathlon en 1989 à Avignon en France et termine à la 4e position. Il n'a alors que 18 ans. Lorsqu'il termine sa carrière en 2004, son palmarès comporte les titres de champion du monde de triathlon, il remporte cette victoire dans sa ville natale acquis en 1991 à Gold Coast, vainqueur de la coupe du monde de triathlon en  1996, médaillé d'argent lors des Jeux du Commonwealth à Manchester en 2002 où il finit trois secondes derrières Simon Whitfield 1er champion olympique. Il participe également au premier triathlon olympique, lors des Jeux olympiques d'été de 2000 ou il termine à la 6e place avec un temps de 1 h 49 min 14 s 52. Il est sélectionné dans l'équipe nationale australienne de triathlon, pendant seize années consécutives, ce qui constitue un record.

### Reconversion
En 2004, Miles Stewart prend sa retraite du circuit professionnel de triathlon, mais reste activement impliqué dans ce sport et partage ses connaissances et son expérience avec les jeunes triathlètes au travers des programmes d'entraînement de la fédération nationale. Il est un membre du conseil exécutif de Triathlon Australie et président du comité de sélection nationale. Il est introduit dans le Hall of Fame de la fédération australienne de triathlon en 2012.il vit à Gold Coast dans le Queensland,

## Palmarès
Le tableau présente les résultats les plus significatifs (podium) obtenus sur le circuit international de triathlon depuis 1991.
| Année | Compétition                          | Pays             | Position | Temps           |
| ----- | ------------------------------------ | ---------------- | -------- | --------------- |
| 2002  | Coupe du monde - l'étape de Makuhari | Japon            |          | 1 h 48 min 22 s |
| 2002  | Coupe du monde - l'étape de Nice     | France           |          | 1 h 48 min 57 s |
| 2002  | Jeux du Commonwealth                 | Royaume-Uni      |          | 1 h 52 min 0 s  |
| 1999  | Championnat du monde                 | Canada           |          | 1 h 45 min 47 s |
| 1998  | Championnat du monde                 | Suisse           |          | 1 h 56 min 4 s  |
| 1997  | Coupe du monde - l'étape de Auckland | Nouvelle-Zélande |          | 1 h 49 min 12 s |
| 1996  | Coupe du monde - Classement Général  |                  |          |                 |
| 1996  | Coupe du monde - l'étape de Sydney   | Australie        |          | 1 h 46 min 54 s |
| 1996  | Coupe du monde - l'étape d'Ishigaki  | Japon            |          | 1 h 50 min 28 s |
| 1996  | Coupe du monde - l'étape de Auckland | Nouvelle-Zélande |          | 1 h 53 min 45 s |
| 1996  | Coupe du monde - l'étape de Noosa    | Australie        |          | 1 h 46 min 12 s |
| 1993  | Coupe du monde - l'étape d'Amakusa   | Japon            |          | 1 h 48 min 50 s |
| 1991  | Championnat du monde                 | Australie        |          | 1 h 48 min 20 s |